# Šuhovljev radijski toranj
Šuhovljev radijski toranj (ruski: Шуховская башня), znan i kao toranj Šabolovka je toranj u Moskvi.
Ovaj radijski toranj je 160-metarski slobodnostojeći čelični okvir od revolucionarnih hiperboloida. Građen je od 1920. – 1922., kao radijski odašiljač za prijenos signala diljem Rusije.
Građen je kao hiperboloidna struktura (točnije, kao hiperboloidna ljuska). 

## Zemljopisni položaj
Nalazi se na 55°43'02 sjeverne zemljopisne širine i 37°36'41 istočne zemljopisne dužine.

## Povijest
Veličanstveni toranj, jedan od dvjestotinjak koje je dizajnirao Vladimir Gligorijevič Šuhov, je izvorno bio projektiran tako da bide visine od 350 metara, ali učestale nestašice i oskudice čelika u poslijeratnoj Rusiji su dovele do toga da se izvornu projektnu visinu moralo smanjiti na 160 metara. Šuhovljeve metode su bile i inovativne: toranj je podignut prema njegovoj vlastitoj teleskopskoj metodi sklapanja.
Nije dostupan turistima. Nalazi se na adresi "ulica Šabolovka 37", prema kojoj je toranj dobio svoje neslužbeno ime.

## Vanjske poveznice
- Šuhovljev toranj
- Opći podatci o Šuhovljevu tornju u Moskvi
- Troprotežni model Šuhovljeva tornja  Arhivirana inačica izvorne stranice od 19. svibnja 2007. (Wayback Machine)
- Pogledi  Arhivirana inačica izvorne stranice od 9. srpnja 2011. (Wayback Machine)
- Izum hiperbolodinih struktura  Arhivirana inačica izvorne stranice od 19. srpnja 2006. (Wayback Machine)
- Štedljiva građevina  Arhivirana inačica izvorne stranice od 8. rujna 2006. (Wayback Machine)
- Fondacija